# Cratere Theophrastus
Theophrastus è un cratere lunare di 8,03 km situato nella parte nord-orientale della faccia visibile della Luna.